# Bulgarian International 1989
Die Bulgarian International 1989 im Badminton fand vom 17. bis zum 19. November 1989 in Sofia statt.

## Medaillengewinner
| Disziplin    | Gold                     | Silber                           | Bronze                          |
| ------------ | ------------------------ | -------------------------------- | ------------------------------- |
| Herreneinzel | Liang Zhiqiang           | Yu Lizhi                         | Carsten Steenberg               |
| Herreneinzel | Liang Zhiqiang           | Yu Lizhi                         | Vitaliy Shmakov                 |
| Dameneinzel  | Lin Yanfen               | Vlada Chernyavskaya              | Diana Koleva                    |
| Dameneinzel  | Lin Yanfen               | Vlada Chernyavskaya              | Zhang Wanling                   |
| Herrendoppel | Yu Lizhi Zheng Shoutai   | Pawel Uwarow Nikolai Sujew       | Kai Abraham Thomas Mundt        |
| Herrendoppel | Yu Lizhi Zheng Shoutai   | Pawel Uwarow Nikolai Sujew       | Vitaliy Shmakov Anatoli Skripko |
| Damendoppel  | Lin Yanfen Zhang Wanling | Diana Koleva Vlada Chernyavskaya | Natalja Ivanova Anna Tsimmerman |
| Damendoppel  | Lin Yanfen Zhang Wanling | Diana Koleva Vlada Chernyavskaya | Che Ling Yang Zhishan           |
| Mixed        | Wu Chibing Lin Yanfen    | Jerzy Dołhan Bożena Haracz       | Thomas Mundt Petra Michalowsky  |
| Mixed        | Wu Chibing Lin Yanfen    | Jerzy Dołhan Bożena Haracz       | Pawel Uwarow Anna Tsimmerman    |

## Finalergebnisse
| Disziplin    | Sieger                   | Finalist                         | Ergebnis     |
| ------------ | ------------------------ | -------------------------------- | ------------ |
| Herreneinzel | Liang Zhiqiang           | Yu Lizhi                         | 15–4, 15–8   |
| Dameneinzel  | Lin Yanfen               | Vlada Chernyavskaya              | 11–7, 11–8   |
| Herrendoppel | Yu Lizhi Zheng Shoutai   | Pawel Uwarow Nikolai Sujew       | 15–11, 17–16 |
| Damendoppel  | Lin Yanfen Zhang Wanling | Diana Koleva Vlada Chernyavskaya | 15–6, 15–4   |
| Mixed        | Wu Chibing Lin Yanfen    | Jerzy Dołhan Bożena Haracz       | 17–14, 15–11 |